# 大卫·爱登堡
大卫·弗雷德里克·爱登堡爵士（英語：Sir David Frederick Attenborough，1926年5月8日—）是一名英国解说员、生物学家、自然历史学家和作家。他最为人所知的是与英国广播公司自然历史部（BBC Natural History Unit）合作撰写并呈现了9部自然历史系列纪录片，构成了《生命》集（Life collection），这是对地球上动植物生命的一次全面调查，影響深遠。
他曾是英国广播公司的高级经理，在上世纪60年代和70年代担任英国广播公司第二频道（BBC Two）的总监和英国广播公司电视台的节目总监。1954年，他首次成为著名纪录片《动物园探奇》（Zoo Quest）的主持人。作为作家、主持人和解说员，他的职业生涯跨越了80年。其纪录片包括《自然世界》《野生动物》《地球脉动》系列和《蓝色星球》系列，与苹果公司合作的《史前星球》系列等。他是唯一一位在黑白、彩色、高清、3D和4K电视节目等所有奖项中获得英国电影电视艺术学院奖的人。基于他的广播和对自然的热爱，美国全国公共广播电台(NPR)称他“周游世界，用其独有的半耳语式叙述方式分享他的发现和热情”。2018年和2019年，他获得了艾美奖的黄金时段杰出解说员奖。
爱登堡的早期作品更多地关注自然世界的奇迹，而他的后期作品更多地表达对环境事业的支持。他倡导恢复地球生物多样性，限制人口增长，使用可再生能源，减缓气候变化，减少肉类消费，并留出更多的自然保护区。
大卫·愛登堡在英国被公认为是“国宝”级人物，尽管他本人并不喜欢这个词。2002年，在英国广播公司的一次全英范围的民意调查后，他被评为“100位最伟大的英国人”之一。他是已故导演、制片人和演员李察·艾登堡的弟弟，也是意大利汽车制造商阿尔法·罗密欧的已故执行官约翰·艾登堡的哥哥。

## 生平

### 早年生活和家庭
大卫·爱登堡出生在米德尔塞克斯的伊斯勒沃斯（现在是伦敦西部的一部分），在莱斯特大学(University of Leicester)的校园里长大，他的父亲弗雷德里克(Frederick)在那里担任校长。他是三个长寿儿子的中间一个，他的哥哥理查德(2014年去世)是一名演员和导演，他的弟弟约翰(2012年去世)是意大利汽车制造商阿尔法·罗密欧的高管。 二战期间，他的父母还通过一个名为“难民儿童运动”（Refugee Children’s Movement）的英国志愿者网络，额外收养了两名来自德国的犹太难民女孩。 艾登堡童年时开始收集化石、石头和自然标本。 他七岁时受到了鼓励，当时年轻的杰奎塔·霍克斯(Jacquetta Hawkes)崇拜他的“博物馆”。 他还在莱斯特大学里待了很长时间，11岁时,他听说动物学部门需要大量的蝾螈，他通过父亲向有关部门提供蝾螈，每个可以得到三便士硬币的报酬。 他当时没有透露其来源是一个离部门不到5米的池塘。 几年后，他的一个养母姐妹给了他一块含有史前生物的琥珀。大约五十年后，这成为了他制作的节目《琥珀时间机器》的关键点。 1936年，爱登堡和他的兄弟理查德在莱斯特德蒙特堡霍尔参加了格雷·乌尔德·贝兰尼(阿奇博尔德·贝兰尼饰)的演讲，并受到他倡导保护的影响。 据理查德说，大卫“被这个人拯救海狸的决心所征服，因为他对加拿大荒野的动植物有着深刻的了解，而且他警告说，如果它们之间的微妙平衡被摧毁，就会破坏生态灾难。” 人类通过肆意掠夺和掠夺自然的财富来危及自然的想法在当时是闻所未闻的，但它一直是大卫自己信条的一部分，直到今天。 1999年，理查德执导了《贝拉尼》（Belaney）的传记电影《灰色猫头鹰》（Grey Owl）。 爱登堡在莱斯特的怀格斯顿文法学校接受教育，1945年获得了剑桥克莱尔学院的奖学金，在那里他学习地质学和动物学，并获得了自然科学学位。 1947年，他被任命为皇家海军的国家服役，并在威尔士北部和福斯湾驻扎了两年。 1950年，大卫·爱登堡与简·伊丽莎白·埃伯斯沃斯·奥埃尔结婚，后者在1997年去世。这对夫妇有两个孩子，罗伯特和苏珊。 罗伯特是剑桥大学考古系高级研究员和堪培拉澳大利亚国立大学考古学与人类学学院生物人类学的高级讲师。苏珊是一个前小学女校长。

### 初到BBC
从海军退役后，爱登堡在一家出版公司担任儿童科学教科书的编辑工作。不久，他对这份工作的幻想破灭了，并于1950年申请了一份英国广播公司电台谈话节目制作人的工作。尽管他被拒绝了，但后来他的简历引起了玛丽·亚当斯的兴趣，她是英国广播公司刚任职不久的电视服务谈话(实况广播)部门的负责人。和当时的大多数英国人一样，爱登堡没有电视机，他一生只看过一个节目。然而，他接受了亚当斯提供的三个月的培训课程，并在1952年全职加入了BBC。起初，亚当斯认为自己的牙齿太大而不愿在镜头前露面，爱登堡就成为了“谈话”部门的制片人，该部门负责所有非小说类广播节目。他早期的项目包括智力竞赛节目《Animal, Vegetable, Mineral?》以及由艾伦·洛马克斯(Alan Lomax)主持的关于民间音乐的系列节目《Song Hunter》。
爱登堡与自然历史节目的结缘始于他制作并展示的三集系列节目《动物模式》，该节目以伦敦动物园的动物为主题。博物学家朱利安·赫胥黎(Julian Huxley)在节目中讨论了它们的伪装、预警和求爱方式。通过这个节目，爱登堡遇见了动物园爬行动物馆的馆长杰克·莱斯特，他们决定拍摄一系列关于动物探险的节目。《动物园探奇》于1954年首播，由于莱斯特生病，爱登堡顺理担任了主持人。
1957年，英国广播公司自然历史部在布里斯托尔正式成立。爱登堡受邀加入，但他拒绝了，因为他不想离开他和他年轻的家人定居的伦敦。取而代之的是，他成立了自己的部门，即旅行和探索部，这使他可以继续担任《动物园探奇》的主持人并制作其他纪录片，尤其是《旅行者的故事》和《探险》系列纪录片。

## 以爵士命名的生物物種
為表揚他對保育大自然的貢獻良多，不少動植物學名皆以他的名字命名。以下是一些動植物的例子：

### 動物

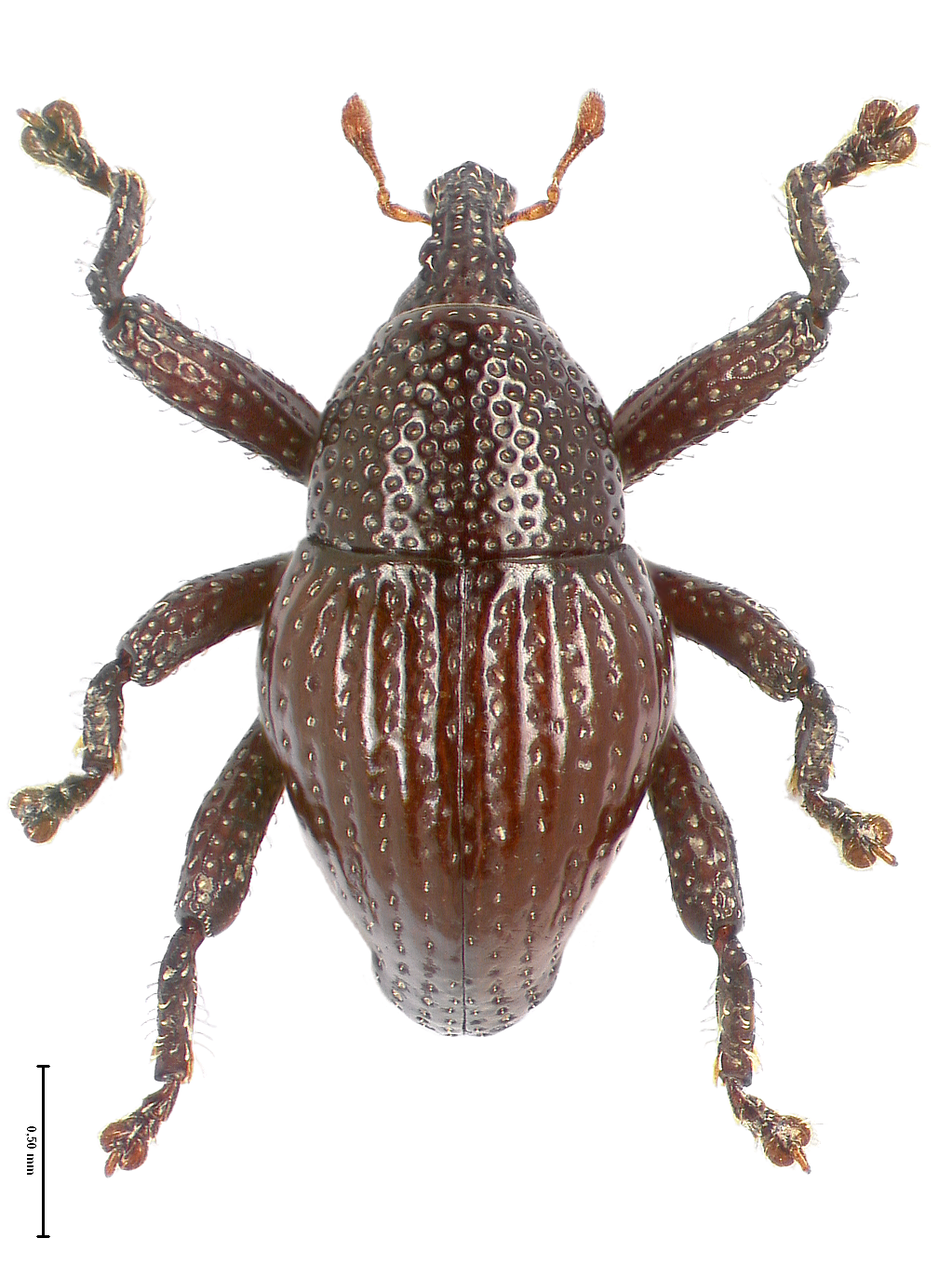
艾氏象鼻虫

- 阿滕伯勒長喙針鼴鼠 Zaglossus attenboroughi
- 艾登堡鼠耳蝠 Myotis attenboroughi
- 艾登堡糞金龜 Sylvicanthon attenboroughi
- 艾登堡釉眼蝶 Euptychia attenboroughi
- 艾氏錐腹蜻 Acisoma attenboroughi
- 艾氏膨鬚蛛 Prethopalpus attenboroughi
- 艾氏象鼻蟲 Trigonopterus attenboroughi
- 艾氏櫛爪蝦 Ctenocheloides attenboroughi
- 艾氏左旋芝麻蝸 Palaina attenboroughi
- 艾氏慈鯛指環蟲 Cichlidogyrus attenboroughi
- 艾氏扁身環尾蜥 Platysaurus attenboroughi
- 艾登堡扇喉蜥 Sitana attenboroughii
- 艾登堡蚋鶯 Polioptila attenboroughi
- 艾登堡橡皮蛙 Pristimantis attenboroughi
- 艾登堡趾蛙 Stumpffia davidattenboroughi
- 艾登堡龍屬 Attenborosaurus （侏羅紀時的爬蟲類，已滅絕）
- 艾登堡魚母 Materpiscis attenboroughi（泥盆紀時的盾皮魚，已滅絕）
- 艾氏琥珀蝗 Electrotettix attenboroughi（中新世時的蝗蟲，已滅絕）
- 艾氏微袋獅 Microleo attenboroughi（中新世時的有袋類，已滅絕）
- 堡居蟲 Cascolus ravitis（屬名是將Attenborough拆分成atten和burgh，再將兩者的拉丁譯文組合而成。志留紀時的甲殼類，已滅絕）

### 植物
- 艾登堡豬籠草 Nepenthes attenboroughii
- 艾登堡山柳菊 Hieracium attenboroughianum
- 艾登堡杯碟花 Blakea attenboroughi
- 藍星條結藻 Syracosphaera azureaplaneta（以大衛·艾登堡的紀錄片《藍色星球》命名）

### 真菌
- 艾登堡球束梗孢黴 Gibellula attenboroughii（最初由英國廣播公司《冬季觀察（英语：Springwatch）》攝影團隊於拍攝期間發現及採樣）